# NGC 4383
إن جي سي 4383 (بالألمانية: NGC 4383) التي يرمز لها بالرمز NGC 4383، هي مجرة، في كوكبة الهلبة.

## الاكتشاف
اكتشفت في 23 مايو 1862، بواسطة Eduard Schönfeld.